# Криміналістична тактика
Криміналістична тактика — у криміналістиці система тактичних загальних засад, прийомів та рекомендацій попереднього і судового слідства в цілому, а також окремих слідчих дій та оперативно-розшукових заходів, передбачених кримінально-процесуальним законом. Під кримінальною тактикою розуміють організаційні засади діяльності по розслідуванню злочинів, особливості планування конкретних дій досудового та судового слідства, у тому числі розроблення версій, рекомендації щодо залучення громадськості до розслідування та запобігання злочинам, прийоми та рекомендації щодо проведення окремих слідчих дій.
Криміналістична тактика є системою наукових положень та розроблених на їх основі рекомендацій щодо організації та планування досудового і судового слідства, визначення лінії поведінки осіб, які здійснюють розслідування, прийомів проведення слідчих та судових дій, спрямованих на збирання й дослідження доказів із метою розкриття, розслідування, попередження злочинів, установлення істини у справі.
Криміналістична тактика тісно пов'язана з іншими розділами криміналістики — криміналістичною технікою та методикою розслідування окремих видів злочинів. Тактика провадження тих або інших процесуальних дій змінюється залежно від характеру задіяних засобів та прийомів криміналістичної техніки. Використання технічних засобів передбачає їх тактичне обґрунтування та доцільність. Взаємозв'язок криміналістичної тактики і методики розслідування окремих видів злочинів визначається тим, що рекомендації тактики реалізуються тільки через методику розслідування з урахуванням специфічних рис конкретного виду злочину.

## Структура
Структура криміналістичної тактики, на думку більшості криміналістів, складається з двох частин:
1. Загальні положення криміналістичної тактики, де розглядають її поняття, завдання, джерела, основні категорії, взаємозв'язок із іншими розділами, значення положень криміналістичної тактики для розкриття і розслідування злочинів, окремі наукові теорії (вчення про криміналістичну версію та планування розслідування; теорія слідчої ситуації; теорія прийняття тактичних рішень і тактичного ризику тощо).
2. Тактика проведення окремих слідчих дій і тактичних операцій (або особлива частина криміналістичної тактики), до якої відносять такі підрозділи як: тактика слідчого огляду (обшуку, виїмки, допиту та інших слідчих дій); тактика затримання, накладання арешту на майно, інших тактичних операцій; тактика використання спеціальних знань; тактика розшукової діяльності слідчого; тактика взаємодії слідчого з органами дізнання, підприємствами і установами, громадськістю та засобами масової інформації[2].

Валерій Шепітько пропонує виділяти три частині у структурі криміналістичної тактики:
1. Загальні положення (поняття і предмет криміналістичної тактики, її принципи, елементи планування і організація розслідування, вчення про криміналістичну версію та ін.);
2. Підгалузі (слідча тактика, судова тактика, тактика розшукової діяльності, тактика злочинної діяльності);
3. Окремі наукові теорії (теорія прийняття тактичних рішень, теорія слідчої ситуації, теорія систематизації тактичних прийомів та ін.) [4].

## Елементи
Структурність криміналістичної тактики можна простежити на її елементному складі, який передбачає виділення тих «часток», на яких ґрунтується тактика: 
1. тактичний прийом як спосіб здійснення процесуальної дії, спрямований на досягнення її мети;
2. тактична рекомендація — науково обґрунтована та перевірена практикою порада щодо вибору і застосування засобів, прийомів та форм поведінки;
3. система (підсистема) тактичних прийомів — упорядкована сукупність взаємопов’язаних та взаємозумовлених прийомів, що мають цільову спрямованість у процесі її реалізації (іноді систему тактичних прийомів іменують тактичною комбінацією);
4. тактика слідчої (судової, оперативно-розшукової) дії, яка охоплює весь типовий тактичний комплекс можливого її здійснення, реалізації;
5. система слідчих або інших дій (тактична операція), яка спрямована на виконання завдання розслідування у відповідній слідчій ситуації[4].

## Завдання
Криміналістична тактика має свої завдання, які можна умовно поділити на дві групи:
1. Основне — сприяння ефективнішій організації криміналістичної діяльності у відповідності з метою розслідування;
2. Окреме — розроблення найбільш ефективних тактичних прийомів і рекомендацій на основі сучасних досягнень наук під час проведення окремих слідчих дій[5].

## Функції
Виокремлюються такі функції криміналістичних тактичних прийомів:
1) загальні функції: 
- пізнавальна — пов’язана з отриманням доказової інформації у виконанні окремих процесуальних дій;
- прогностична — дозволяє слідчому правильно обрати спосіб дії, щоб реалізувати мету процесуальної дії;
- комунікативна — проявляється у процесі спілкування між слідчим та іншими учасниками в рамках процесуальної дії;
- регулятивна — припускає можливість впливу на слідчу ситуацію і ситуацію процесуальної дії;

2) окремі функції:
- викриття — дозволяє, наприклад, викрити неправдиву заяву, встановити обмову;
- спонукання — актуалізація в пам’яті забутого, стимулювання до давання показів;
- корекція — усунення перекручень, уточнення показань, усунення суперечностей;
- діагностика — визначення добровільності видачі об’єктів;
- усунення протидії особи — подолання опору особи у проведенні процесуальних дій;
- та інші [5].

## Класифікація
Класифікація тактичних прийомів:
1. За видом процесуальної дії (тактичні прийоми огляду місця події, допиту, очної ставки, обшуку, виїмки, пред’явлення для впізнання тощо).
2. За діапазоном застосування (тільки в окремих слідчих діях, у багатьох слідчих діях).
3. За об’єктом спрямованості (вплив на людину, дослідження матеріального середовища).
4. За характером інформації (ті, що ґрунтуються на словесній, матеріальній чи логіко-розумовій інформації).
5. За обов’язковістю виконання (обов’язкові та рекомендаційні).
6. Відповідно до завдань слідчої діяльності (пізнавальні та організаційно-управлінські)[5].